# Federico Luppi
Federico Luppi (Ramallo partido, 1936. február 23. – Buenos Aires, 2017. október 20.) argentin színész.

## Filmjei

### Mozifilmek
- Pajarito Gómez (1965)
- Todo sol es amargo (1966)
- El romance del Aniceto y la Francisca (1967)
- El ABC del amor (1967)
- El derecho a la felicidad (1968)
- Las ruteras (1968)
- El proyecto (1968)
- Después del último tren (1969)
- Los herederos (1970)
- Mosaico (1970)
- Pasión dominguera (1970)
- Paula contra la mitad más uno (1971)
- Crónica de una señora (1971)
- La revolución (1973)
- Las venganzas de Beto Sánchez (1973)
- La Patagonia rebelde (1974)
- Yo maté a Facundo (1975)
- Una mujer (1975)
- Triángulo de cuatro (1975)
- Juan que reía (1976)
- A bosszúállás ideje (Tiempo de revancha) (1981)
- Últimos días de la víctima (1982)
- Plata dulce (1982)
- El arreglo (1983)
- No habrá más penas ni olvido (1983)
- Pasajeros de una pesadilla (1984)
- La muerte blanca (1985)
- Luna caliente (1985)
- La vieja música (1985)
- Expreso a la emboscada (1986)
- Malayunta (1986)
- Los líos de Susana (1986)
- Sobredosis (1986)
- El año del conejo (1987)
- Az üldözött szemtanú (The Stranger) (1987)
- A barátnő (La amiga) (1988)
- Isla se alquila por hora (1989)
- Cien veces no debo (1990)
- Las tumbas (1991)
- Egy hely a világban (Un lugar en el mundo) (1992)
- Cronos (1993)
- Matar al abuelito (1993)
- Sin opción (1995)
- Extázis (Extasis) (1995)
- Senki sem fog beszélni rólunk, ha meghalunk (Nadie hablará de nosotras cuando hayamos muerto) (1995)
- A határ törvénye (La ley de la frontera) (1995)
- Caballos salvajes (1995)
- Sol de otoño (1996),
- Bajo bandera (1997)
- Fegyveres emberek (Men with Guns) (1997)
- Martín (Hache) (1997)
- Frontera Sur (1999)
- Lisszabon (Lisboa) (1999)
- Eltüntetett nyomok (Fading Memoris) (1999)
- Divertimento (2000)
- Rosarigasinos (2001)
- Ördöggerinc (El espinazo del diablo) (2001)
- Los pasos perdidos (2001)
- Kőtutaj (La balsa de piedra) (2002)
- A hely, mely egykor maga volt a Paradicsom (El lugar donde estuvo el paraíso) (2002)
- Az utolsó vonat (El último tren) (2002)
- Közhelyek (Lugares comunes) (2002)
- A svindlerek királya (Incautos) (2003)
- Machuca (2004)
- El buen destino (2005)
- Elsa és Fred (Elsa y Fred) (2005)
- Cara de queso (2006)
- A faun labirintusa (El laberinto del fauno) (2006)
- Üss, ha fáj! (La distancia) (2006)
- Táborba zárva (Cara de queso 'mi primer ghetto') (2006)
- A kiválasztott (El último justo) (2007)
- La luna en botella (2007)
- La profecía de los justos (2007)
- Fermat szobája (La habitación de Fermat) (2007)
- Que parezca un accidente (2008)
- Ese beso (2008)
- Verano amargo (2009)
- Cuestión de principios (2009)
- Sin retorno (2010)
- Fase 7 (2010)
- Cuatro de copas (2011)
- Inevitable (2014)
- Magallanes (2016)
- Al final del túnel (2016)
- Nieve negra (2017)

### Tv-filmek és sorozatok
- El amor tiene cara de mujer (1964)
- El malentendido (1966)
- Historias de jóvenes (1966)
- Martín Fierro (1967)
- Vidas en crisis (1967–1968)
- Cosa juzgada (1969)
- Nosotros los villanos (1970)
- Alta comedia (1971–1972)
- Zazá (1973)
- Mi amigo Andrés (1973)
- Nosotros (1975)
- Tiempo de espera (Chile, 1976, Chile)
- Los amigos (1977, Chile)
- Estudio 1 (1978, Spanyolország)
- Historias de mi tierra (1978, Chile)
- Sonata de violín y piano (1979, Chile)
- Troncal Negrete (1980, Chile)
- Dios se lo pague (1981)
- Polémica en el bar (1982)
- Los días contados (1983)
- La tentación (1983)
- Situación límite (1984)
- Sábados de comedia (1985)
- Supermingo (1986)
- Ficciones (1987)
- Hombres de ley (1987-1989)
- Di Maggio (1990)
- Atreverse (1991)
- ¡Grande, Pa! (1992)
- Luces y sombras (1992)
- Cuenteros (1993)
- Uno de ellos (1993)
- Cien años de perdón (1994)
- Los hermanos Pérez Conde (1996)
- Híresek és gazdagok (Ricos y famosos) (1997)
- Los simuladores (2006, Spanyolország)
- Cazadores de hombres (2008).
- Tratame bien (2009)
- Impostores (2009)
- El pacto (2011)
- Los Sónicos (2011)
- Condicionados (2012)
- En Terapia  (2012)
- Condicionados (2012)
- ¿Quién mató al Bebe Uriarte? (2014)